# Teatre espanyol del Segle d'Or
Es coneix per teatre espanyol del Segle d'Or o bé teatre áuri espanyol a la producció teatral compresa durant els segles xvi i xvii en els dominis tant peninsulars, europeus als Països Baixos i Itàlia, com als territoris d'ultramar que conformaven l'imperi espanyol. Aquest extens període que abasta més d'un segle, se'l considera un dels més fructífers degut a que va veure néixer a algunes de les obres mes rellevants de la dramatúrgia espanyols des dels seus inicis com La Celestina (1492) de Fernando de Rojas i el protagonisme dels dramaturgs espanyols més coneguts i universals, com Lope de Vega, Calderón de la Barca, Tirso de Molina, Agustín Moreto i Juan Ruiz de Alarcón.

## Característiques i antecedents

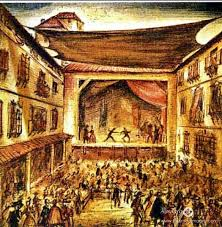
Corral de comèdies

Les primeres obres del Segle d'Or es van escriure durant el regnat dels Reis Catòlics amb el Descobriment d'Amèrica i la conquesta de Granada del 1492. Durant els regnats de Carles V de 1516 a 1556 i del seu fill Felip II que va regnar fins al 1598 els dramaturgs espanyols van adquirir noves tècniques, temàtiques i gèneres, des de l'acte sacramental de caràcter al·legòric i religiós, fins a les comèdies, agafant la seva màxima esplendor durant els governs de Felip III (1598-1621) i Felip IV (1621-1665) ja en plena decadencia de l'imperi. Amb Carles II (1665-1700) la crisi política social i econòmica d'Espanya es va accentuar però van excel·lir dramaturgs com Calderon de la Barca, mort el 1681.
El teatre del segle d'or es distingeix per ser un tipus de representació que no seguia els cànons aristotèlics. Gran part de la seva producció estava escrita en vers i es posava en escena en uns recintes coneguts popularment com a corrals de comèdies -amb molt pocs mitjans escenogràfics i lumínics- per companyies professionals ambulants que anaven de ciutat en ciutat compostes tant per actors com per actrius. Si bé les dones tenien llicència per actuar a partir de 1587, aquesta pràctica va seguir sent controvertida fins a 1599, quan un decret real va estipular que només les dones casades amb membres de l'empresa podien actuar.

### Cerca d'una fórmula nova
Després de l'arribada del Renaixement i el ressorgir de les ciutats amb restabliment del comerç, el teatre en occident escapa al control de l'església i torna a fer-se present en la vida cultural de les principals poblacions d'Europa. Gradualment es crearan nous edificis amb programació regular on les companyies itinerants trobin estabilitat.
No obstant això, existeix una societat molt diferent a aquella anterior a l'edat mitjana, per la qual cosa a nivell estètic es perfilen dues posicions contraposades. Per un costat, els partidaris de la imitació fidel dels clàssics grecollatins i de la interpretació horaciana de les doctrines aristotèliques. Per un altre, els autors que reclamen una major llibertat per al creador i que intenten incorporar els materials dramàtics, llegendes i tradicions susceptibles de ser representades que s'havien forjat durant l'Edat mitjana.
Durant aquest procés de trobar un nou marc on poder exposar en escena altres relats, peces musicals, números còmics, sainets i lloes en un nou cànon farà que la producció del segle XVI -no només a Espanya- hi hagi pocs autors de renom, si exceptuem a alguns italians com Maquiavel i Ruzante. Més endavant es conduirà al que es coneix com a commedia dell'arte. Aquest procés d'experimentació fa que avui dia sigui tan poc habitual el veure representades peces d'aquest període de transició, sent excepció els passos de Lope de Rueda o La Numància de Cervantes.

### Influència italiana

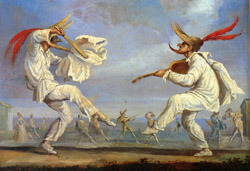
Commedia dell'art

Itàlia, durant el segle xvi, va anar al capdavant dels països europeus en el desenvolupament del teatre i d'altres arts. La seva influència va arribar a Espanya, sobretot tenint en compte la constant interrelació política i econòmica. Per tant, és indubtable la influència italiana en els autors espanyols que escriuen en el període: Lope de Rueda imita a Boccaccio, Gigio Artemio Giancarli o Antonio Francesco Raineri, Joan Timoneda a Ludovico Ariosto; entre d'altres. Però el transcendental no és la creació d'una o altra obra a imitació de les italianes, sinó la progressiva conformació d'una manera de concebre l'art dramàtic en el seu aspecte literari i escènic.
Els actors italians van influir en la modificació del calendari teatral, en la posada en escena, en l'escenografia, i en la sempre controvertida intervenció de les actrius en la representacions. Ganasa, un cèlebre comediant, va aconseguir de Felipe II permís per representar diàriament. D'altra banda, la configuració dels personatges de la comèdia espanyola segueix en alguns punts els patrons del teatre italià. Cal destacar, per exemple, la importància del zanni (el servent) en la configuració del graciós. A més, la figura del donaire va a sintetitzar el doblet de criats que apareixia en la comèdia italiana: el llest i enredador, i el famolenc, ximple i golafre; la figura del babau, tantes vegades present en les obres de Lope de Rueda, s'ajusta perfectament als caràcters d'aquest segon criat. A més, el zanni tenia la funció de contrapès en les situacions tràgiques, que en el teatre espanyol correspon al graciós.

## Principals referents

### El teatre popular de Lope de Rueda

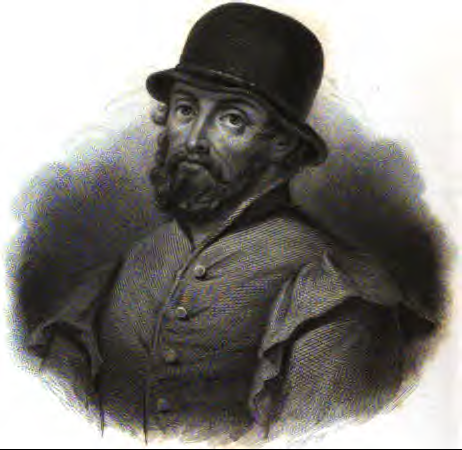
Lope de Rueda

És conegut el record de Cervantes, qui en el pròleg a les seves Ocho comedias y ocho entremeses (1615) evoca l'habilitat de Lope de Roda en els papers de rufián, babau o negra, en aquells primers teatres rudimentaris d'escenografia i mitjans.
És autor de quatre comèdies, alguns col·loquis pastorils i vint-i-quatre passos, o intermedis còmics, base principal de la seva fama i rellevància posterior. Altres peces de dubtosa atribució són l'acte en prosa de Naval i Abigail, o les actuacions en vers Els desposorios de Moisén, El hijo pródigo, etc. Les comèdies responen als models italians, que imiten i a vegades gairebé les tradueix.

### El teatre de Cervantes

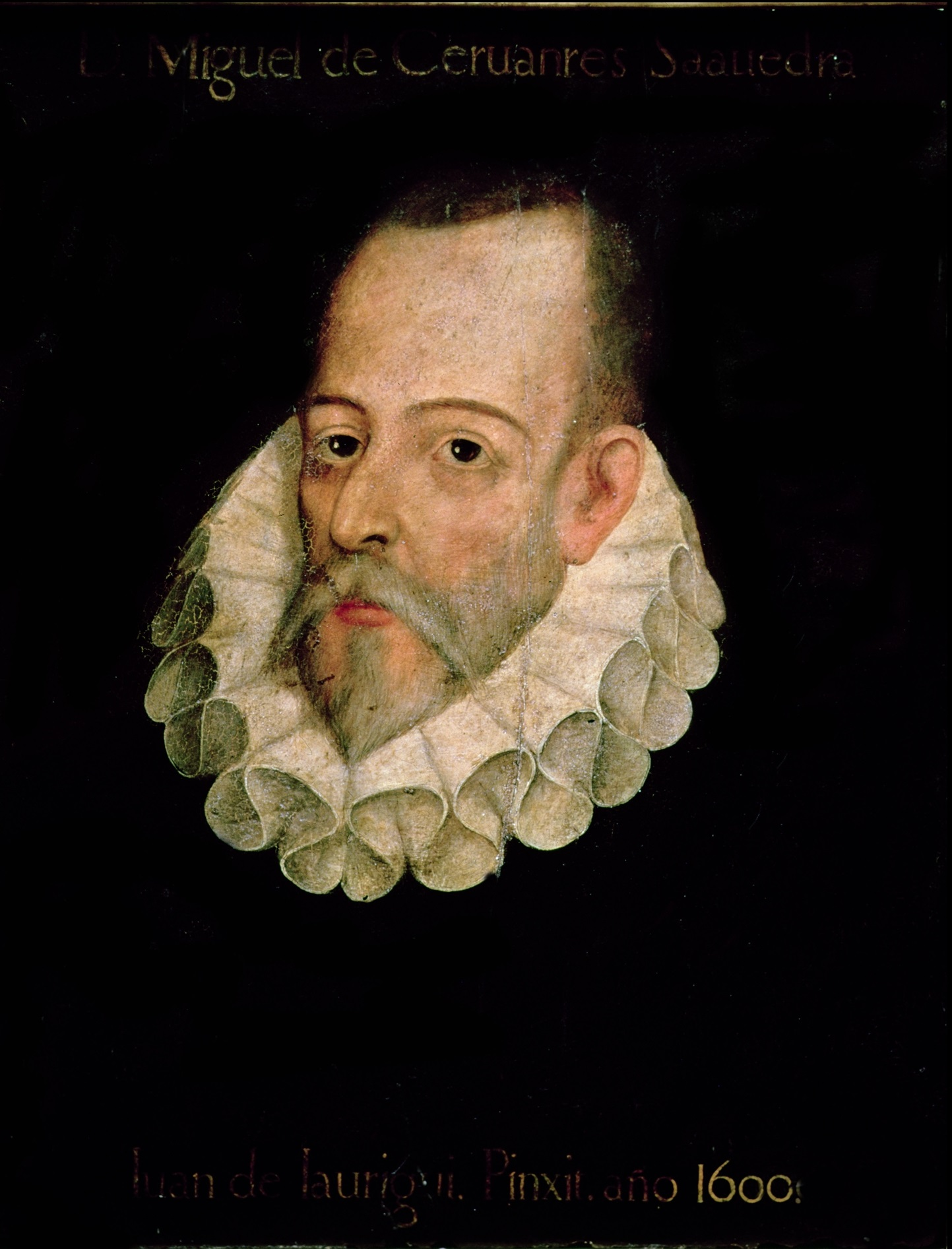
Miguel de Cervantes

La dedicació de Cervantes al teatre ha estat denominada com el drama d'una vocació. Contrasten l'assiduïtat i el lliurament amb què es va consagrar a l'art escènic i l'escàs èxit que hi va obtenir. De fet, aquesta sensació de fracàs aflora repetidament en diverses de les seves obres. Per exemple, en el pròleg de Ocho comedias y ocho entremeses nuevos nunca representados (1615) recorda el que va anar per a ell el teatre i els seus antecedents:
Sucedió a Lope de Rueda, [Cristóbal] Navarro, natural de Toledo, el cual fue famoso en hacer la figura de un rufián cobarde; éste levantó algún tanto más el adorno de las comedias y mudó el costal de vestidos en cofres y en baúles; sacó la música, que antes cantaba detrás de la manta, al teatro público; quitó las barbas de los farsantes, que hasta entonces ninguno representaba sin barba postiza, e hizo que todos representasen a cureña rasa, si no era los que habían de representar los viejos u otras figuras que pidiesen mudanza de rostro; inventó tramoyas, nubes, truenos y relámpagos, desafíos y batallas, pero esto no llegó al sublime punto en que está agora.
El teatre de Cervantes posseïa un finalitat moral,que inclorporava personatges al·legòrics, procurant sotmetre's a les tres unitats aristotèliques d'acció, temps i lloc. Aquest estil no era prou trencador al mostrat per Lope de Vega, el qual trencava amb aquestes unitats i amb una moral més desvergonyida i desimbolta, alhora que amb unes obres més ben versificades.
Entre les seves obres teatrals cal destacar la tragèdia El cerco de Numancia, on s'escenifica el sacrifici col·lectiu dels numantins davant el setge d'Escipió el Africà. Les comèdies mes reconegudes son Persiles, els temes del cautiveri a Argel, com Los baños de Argel, El trato de Argel, La gran sultana i El gallardo español, on s'exposa una denúnica de la situació dels antics soldats com el mateix Cervantes. De temàtica novel·lesca trobem La casa de los celos y selvas de Ardenia, El laberinto de amor, La entretenida. De temàtica picaresca trobem Pedro de Urdemalas i El rufián dichoso.

### L'Art nou de fer comèdies de Lope de Vega

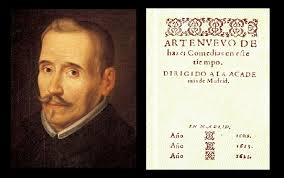
Art nou de fer comèdies, de Lope de Vega

La gran eclosió del teatre espanyol no es deurà només a l'aparició d'una sèrie de figures genials en un curt espai de temps. La fertilitat dramàtica d'aquest període (segle XVII) respon a la troballa d'una fórmula teatral afortunada. Sobre les mil obres rutinàries que apliquen sense creativitat uns principis estructurals prefixats, s'aixeca un centenar de drames que calen en profunds conflictes humans o creen un món còmic de mecànica perfecta. Sens dubte, abans de 1580-1590 existien escriptors amb sentit del dramàtic, però no van aconseguir creacions definitives i perdurables perquè van mancar d'una arquitectura teatral que els permetés articular les seves intuïcions. Es van desenvolupar les condicions, Indissolublement lligades al progrés de la literatura dramàtica, que possibiliten l'existència del fet teatral: creació de locals i companyies, captació de públic, etc. A això es deu l'immens i gairebé sobtat puixança de l'art dramàtic a Espanya.
Cervantes, va anomenar a Lope de Vega, com a "monstre de la natura". També va ser conegut com a «el Fènix de los Ingenios», autor de més de 400 obres teatrals, així com de novel·les, poemes èpics, narratius i diverses col·leccions de poesia lírica profana, religiosa i humorística. Lope va destacar com consumat mestre del sonet. La seva aportació al teatre universal va ser principalment una portentosa imaginació, de la qual es van aprofitar els seus contemporanis i successors espanyols i europeus extraient temes, arguments, motius i inspiració. El seu teatre, polimétric, trenca amb les unitats d'acció, lloc, temps, i també amb la d'estil, barrejant el tràgic amb el còmic. Va exposar el seu peculiar art dramàtic en el seu Arte nuevo de hacer comedias en este tiempo (1609). Va flexibilitzar les normes clasicistas de l'aristotelisme per adequar-se al seu temps i va obrir amb això les portes a la renovació de l'art dramàtic. També va crear el motlle de l'anomenada comèdia de capa i espasa. En la comèdia palatina, va ser l'autor que més va recórrer a l'ambientació en el regne d'Hongria, recurs que es convertiria en freqüent en la literatura de l'època. El cicle de comedias húngaras de Lope resulten al voltant de vint obres.
Entre les seves obres cal destacar les següents: Peribáñez y el Comendador de Ocaña (1610), Fuenteovejuna (1612-1614), La dama boba (1613), Amar sin saber a quién (1620-1622), El mejor alcalde, el rey (1620-1623), El caballero de Olmedo (1620-1625), La moza de cántaro (1618) i El castigo sin venganza (1631).

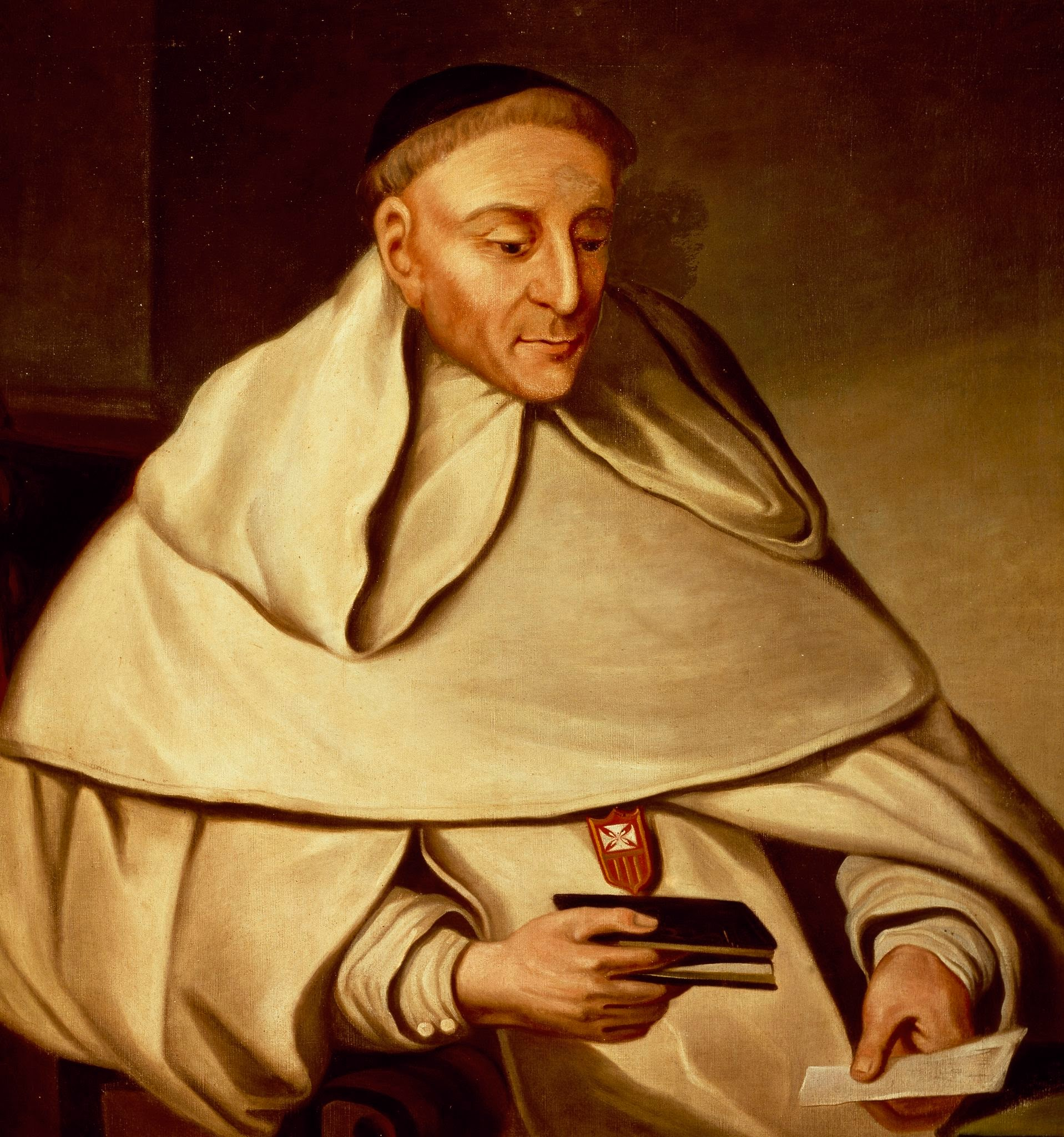
Tirso de Molina, retratat per fray Antonio Manuel de Hartalejo, Biblioteca Nacional de España

### Tirso de Molina
Tirso de Molina comprèn tots els gèneres,dramàtics, des del drama filosòfic i teològic de El condenado por desconfiado, fins a la comèdia d'embolic, com Don Gil de las calzas verdes. Destaca d'entre la seua producció la creació del mite de Don Joan a El burlador de Sevilla, en la que un noble sevillà altera l'ordre social deshonrant totes les dones que se li posen al davant.

Al seu costat, destaquen els seus deixebles Guillén de Castro, dramaturg valencià amb influència de Lope, que prescindeix del personatge còmic del graciós i elabora grans drames caballerescs sobre l'honor al costat de comèdies d'infelicitat conjugal, o tragèdies en les quals es tracta el tiranicidi. Juan Ruiz d'Alarcón, dramaturg novohispà va aportar el seu gran sentit ètic de crítica dels defectes socials i un gran mestratge en la caracterització dels personatges. Luis Vélez de Guevara, se li donaven molt bé els grans drames històrics i d'honor. Antonio Mira de Amescua, personatge culte i fecund en idees filosòfiques.

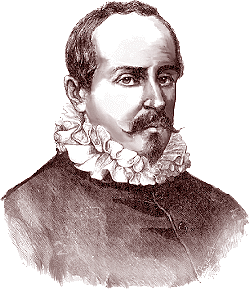
Juan Ruiz de Alarcón

### Juan Ruiz de Alarcón
Entre les seves obres destaca La verdad sospechosa, comèdia que constitueix una de les obres claus de teatre barroc hispanoamericà i que és comparable a les millors peces de Lope de Vega o Tirso de Molina.
La seva producció literària s'adscriu a el gènere de la comèdia de caràcter. Va forjar un estil construït a partir de personatges amb identitats molt ben definides, profundes i difícils d'entendre en una primera lectura. Va dominar el joc de paraules i les associacions enginyoses entre aquestes i les idees van donar com a resultat un llenguatge ple de refranys, capaç d'expressar una gran riquesa de significats.
El pensament d'Alarcón és moralitzant, com correspon a el període barroco.8 El món és un espai hostil i enganyós on prevalen les aparences davant la virtut i la veritat. Ataca als costums i vicis socials de l'època, aspecte que el va distingir notablement de teatre de Lope de Vega, amb el qual no va arribar a simpatitzar. És el més psicòleg i cortès dels dramaturgs barrocs i les seves obres es mouen sempre en àmbits urbans, com en Las paredes oyen i Los pechos privilegiados.. La seva producció, escassa en quantitat si es compara amb la d'altres dramaturgs contemporanis, posseeix una gran qualitat i unitat de conjunt i va ser molt influent i imitada en el teatre estranger, particularment en el francés.

### Pedro Calderón de la Barca

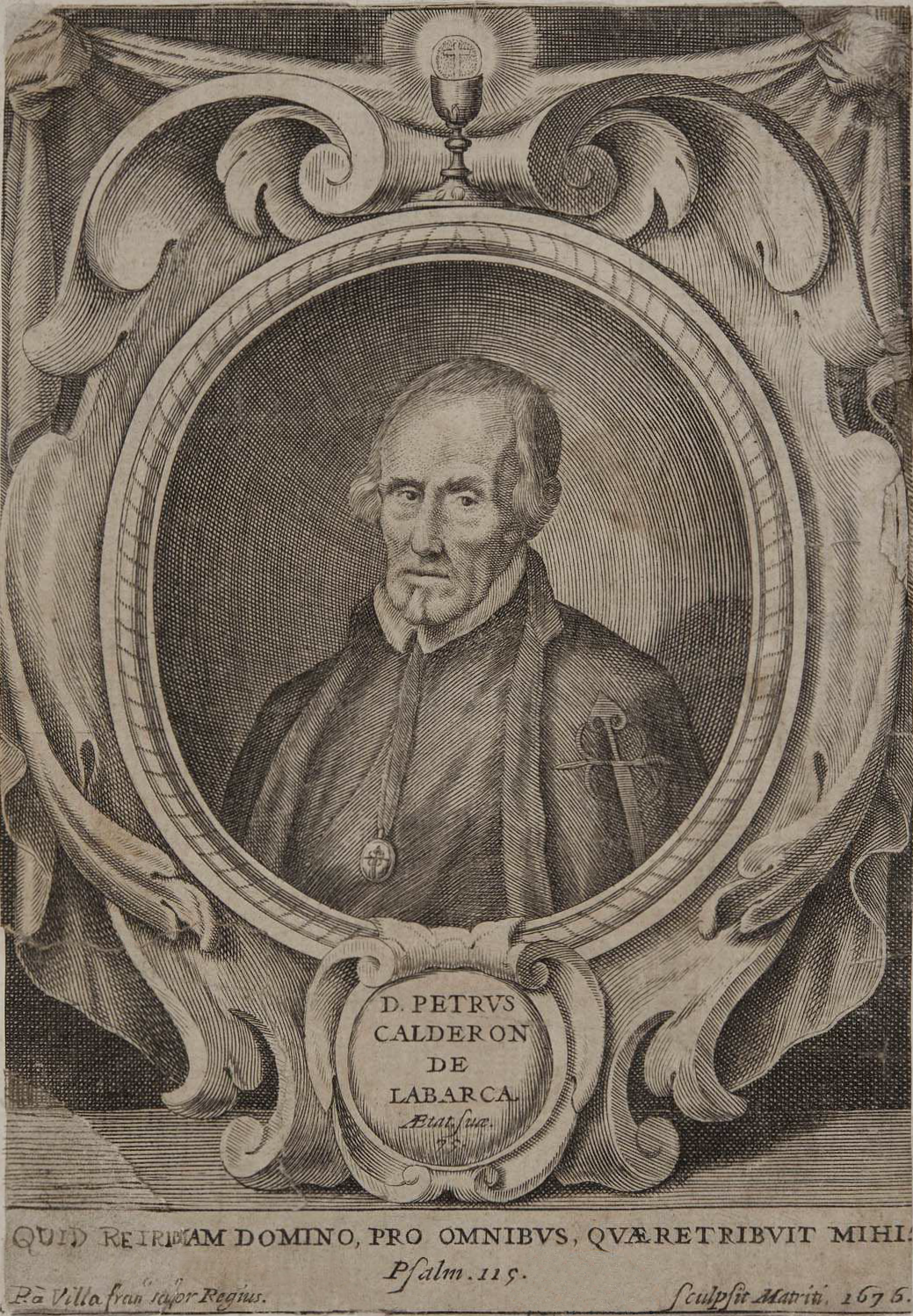
Pedro Calderón de la Barca

Pedro Calderón de la Barca va ser un dels grans dramaturgs del Segle d'Or espanyol que va crear una escola pròpia. Els seus personatges són freds raonadors i amb freqüència obsessius. La seva versificació redueix conscientment el repertori mètric de Lope de Vega i també el nombre d'escenes. Les estructures dramàtiques estan més cuidades i tendeixen a la síntesi. Es preocupa també més que Lope pels elements escenogràfics i refunda comèdies anteriors, corregint, suprimint, afegint i perfeccionant els seus textos. Es un mestre en l'art del raonament sil·logístic i utilitza un llenguatge abstracte, retòric i elaborat, tot i que suposa una vulgarització comprensible del culteranisme. Destaca especialment en l'acte sacramental, gènere alegòric que s'avenia amb les seves qualitats, i va portar a la seva perfecció, juntament amb la comèdia.
De Calderón destaquen obres mestres com La vida és sueño, sobre els temes del lliure albir i el destí, i El príncipe constante, on apareix una concepció existencial de la vida. A les dues parts de La hija del aire, mostra la gran tragèdia de l'ambició en la persona de la reina Semíramis. Els grans drames d'honor sobre personatges embogits per la gelosia, com El mayor monstruo del mundo, El médico de su honra o El pintor de su deshonra. De les seves comèdies destaquen La dama duende, i va conrear així mateix drames mitològics com Céfalo i Procris, dels quals ell mateix va treure la comèdia burlesca del mateix títol. També trobarem, actes sacramentals com El gran teatro del mundo o El gran mercado del mundo que van influenciar la imaginació dels romàntics anglesos i alemanys.
Va tenir per deixebles i imitadors d'aquestes qualitats a una sèrie d'autors que van refondre obres anteriors de Lope o els seus deixebles polint-les i perfeccionant-les: Agustín Moreto, mestre del diàleg i la comicitat cortesana; Francisco de Rojas Zorrilla, autor dotat tant per a la tragèdia com per a la comèdia; Antonio de Solís, també historiador i conreador d'una prosa que ja és neoclàssica, o Francisco Bances Candamo, teoritzador sobre el drama, entre altres no menys importants.
Entre els seus deixebles s'identifiquen les comèdies clàssiques de Agustín Moreto, com la comèdia palatina El desdén, con el desdén, la comedia de figurón El lindo don Diego i el drama religiós. Sant Franco de Sena, que remet a El condenado por desconfiado de Tirso de Molina; Francisco de Rojas Zorrilla amb la comedia de figurón Don Lucas del Cigarral, el drama d'honor Del rey a bajo ninguno i la moderna comèdia Abre el ojo l'ull d'Antonio de Solís, El amor al uso y Un bobo hace ciento; així com les tragèdies polítiques: El esclavo en grillos de oro y La piedra filosofal de Francisco Bances Candamo.

### Altres autors

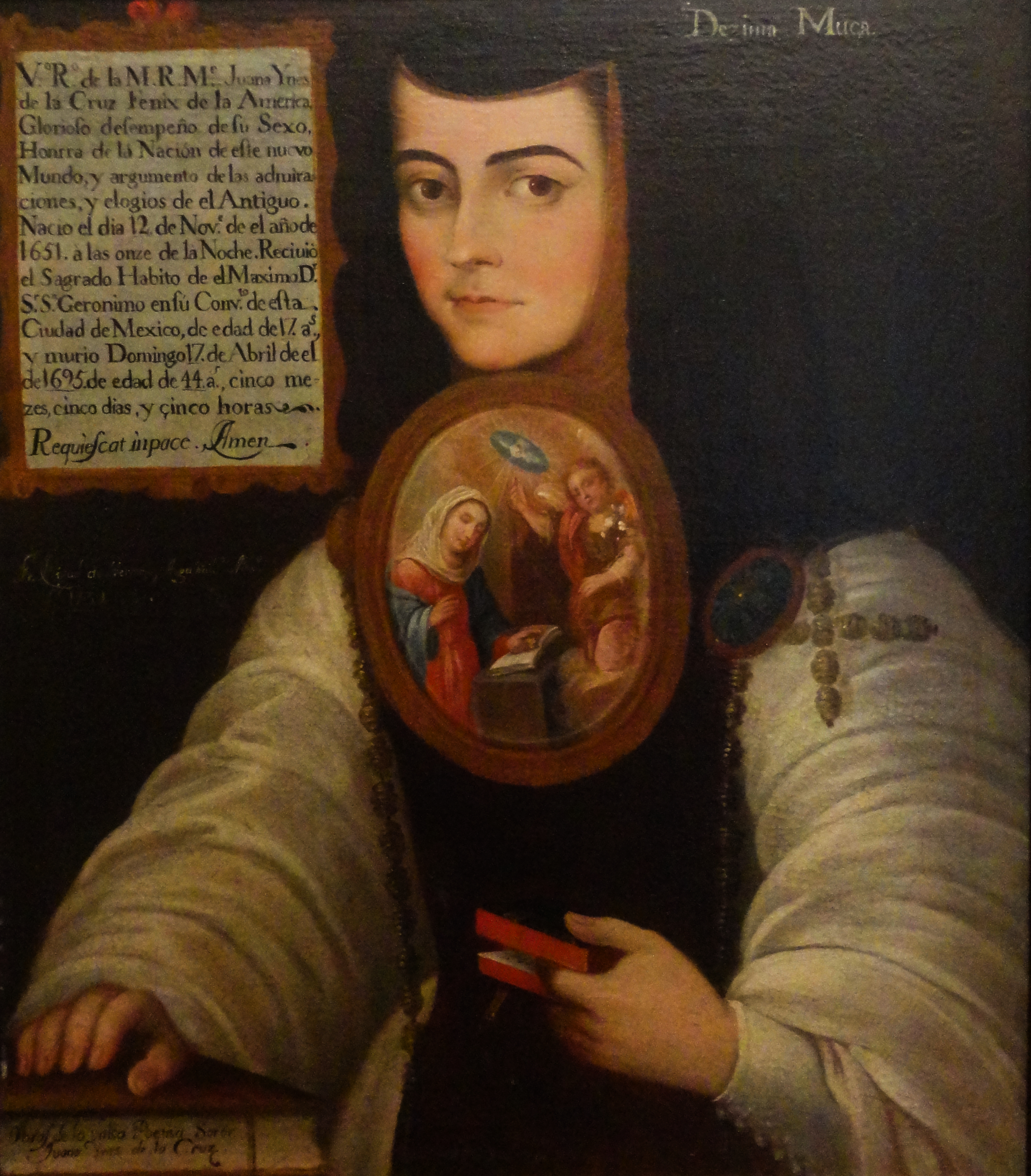
Sor Juana Inés de la Creu

#### Sor Juana Inés de la Creu
Inés de la Cruz, és considerada per molts com la desena musa, va conrear la lírica, l'acte sacramental i el teatre, així com la prosa. Va pertànyer a la cort d'Antonio Sebastian de Toledo Molina i Salazar, marquès de Mancera i 25.º Virrey Nova Espanya. En 1669, per anhel de coneixement, va ingressar a la vida monàstica. Els seus més importants mecenes van ser els virreyes de Mancera, l'arquebisbe virrey Payo Enríquez de Rivera i el marquès Tomàs de la Cerda y Aragón, virreyes també de la Nova Espanya, qui van publicar els dos primers toms de les seves obres en l'Espanya peninsular. Les seves obres més conegudes són: La segunda Celestina, Los empeños de una casa i Amor és más laberinto.

#### Luis Vélez de Guevara

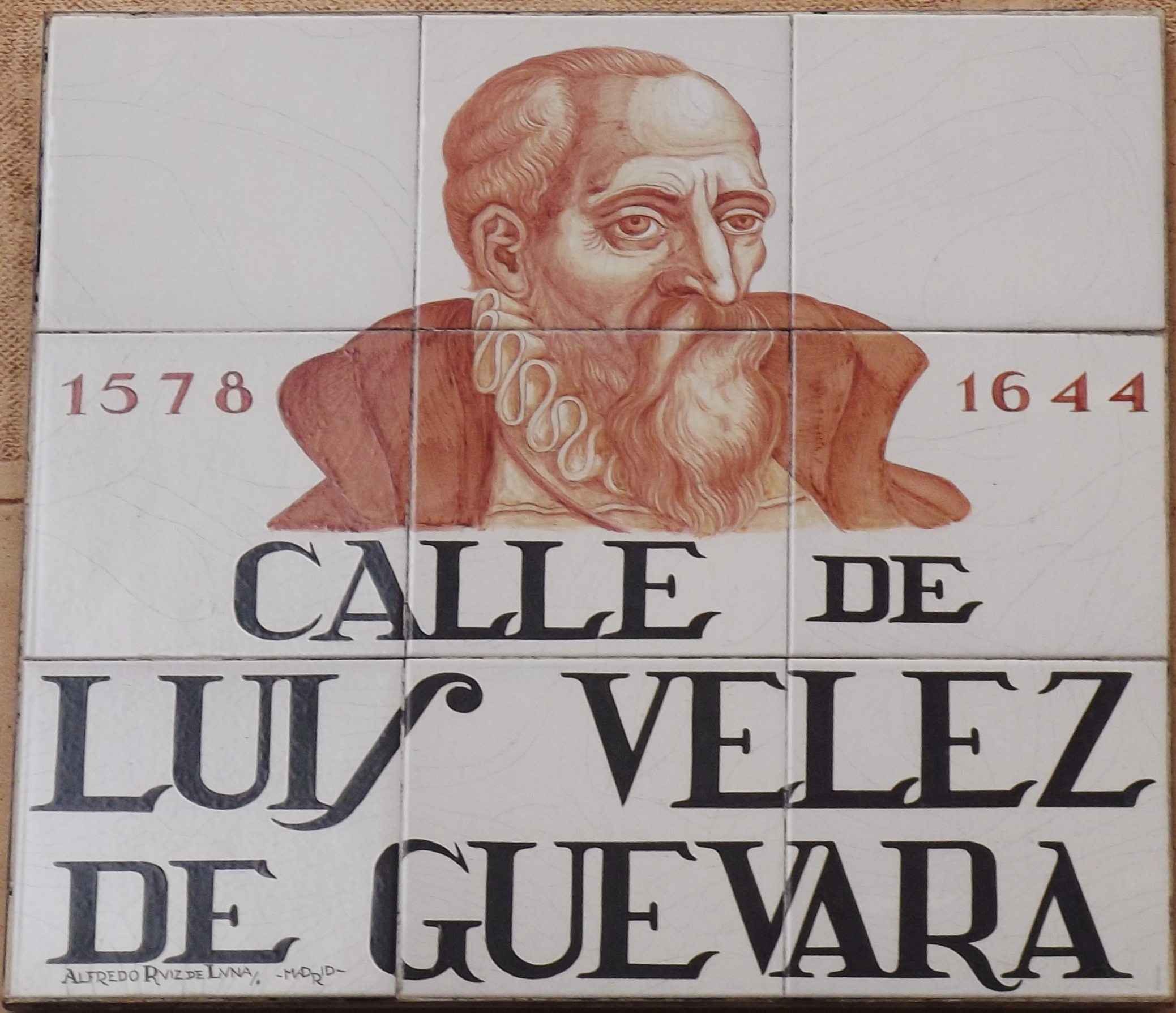
Placa José Luis Pérez de Guevara (Madrid)

Aquest dramaturg i novel·lista és principalment conegut per ser autor de El diablo cojuelo. La seva producció se situa dins de l'estètica del Barroc coneguda com conceptismo. Com a autor dramàtic és un continuador de la comèdia nova de Félix Lope de Vega, del qual va utilitzar molts dels seus temes dramàtics. Com ell, va inserir romanços populars i cançons de la lírica popular en les seves peces, i va adaptar temes heroics de la història nacional. En tots dos aspectes va destacar, però se li recorda sobretot per les seves comèdies de tema històric: Àtila, azote de Diós, Tamerlán de Pèrsia, Juliano Apóstata i El príncepe esclavo y hazañas de Escandenberg, escenifiquen temes d'història estrangera, sent la seva obra mestra en aquesta temàtica Reinar después de morir.

#### Agustín Moreto
Autor pertanyent a l'anomenada «Escola de Calderón» les obres de la qual més reconegudes són El desden, con el desden (1654), una elegant i divertida comèdia palatina o «de fàbrica»; i El lindo don Diego (1662), comèdia de capa i espasa de les denominades «de figurón». Entre les seves obres greus destaca San Franco de Sena (1652), una comèdia de sants influïda per El condenado por desconfiado (1635) de Tirso de Molina.

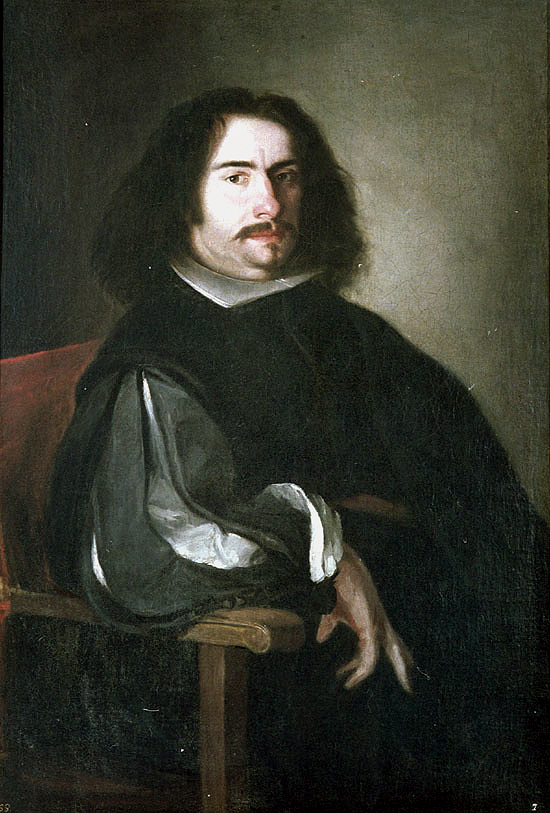
Retrat d'Agustin Moreto

#### Francisco Bances Candamo
Alguns investigadors, com Gaston Gilabert o Álvaro Rosa, sostenen que el Segle d'Or va continuar més enllà de Calderón de la Barca. En concret, en la figura d'un dels seus deixebles, Bances Candamo, autor d'obres com a Duelos de Ingenio y Fortuna o El esclavo en gritos de oro i de l'última preceptiva dramàtica áurea: Teatro de los teatros de los pasados y presentes siglos.
Poden citar-se com a obres mestres representatives del teatre del segle d'or espanyol la Numància de Miguel de Cervantes: un sobri drama heroic nacional. Lope de Vega amb El caballero de Olmedo, cultiva un drama poètic a la vora mateixa del fantàstic i ple de ressonàncies de la Celestina; Peribáñez y el Comendador de Ocaña, antecedent del drama rural espanyol; El perro del hortelano, deliciosa comèdia on una dona noble juga amb les intencions amoroses del seu plebeu secretari, La dama boba, on l'amor perfecciona als éssers que martiritza, i Fuenteovejuna, drama d'honor col·lectiu, entre moltes altres peces on sempre hi ha alguna escena genial.
Destaquen també Las mocedades del Cid de Guillén de Castro, inspirada pel famós «conflicte cornellià» de El Cid de Pierre Corneille. A Reinar después de morir de Luis Vélez de Guevara, incorpora el tema d'Agnés de Castro, que va passar amb aquesta obra al drama europeu. La verdad sospechosa i Las paredes oyen, de Juan Ruiz d'Alarcón, ataquen els vicis de la hipocresia i la maledicencia i van servir d'inspiració a Molière i altres comediógrafos francesos. El esclavo del demonio de Antonio Mira de Amescua, exposa el tema de Faust; La prudència en la mujer, que narra el tema de la traïció reiterada i on apareix el fort caràcter de la reina regent María de Molina. Finalment, El burlador de Sevilla, de Tirso de Molina, sobre el tema del Don Joan i la llegenda del convidat de pedra.
Van destacar també com a autors dramàtics del Segle d'Or espanyol: Alonso Jerónimo de Sales Barbadillo, Alonso de Castillo Solórzano, Antonio Hurtado de Mendoza, Francisco Bernardo de Quirós, Jerónimo de Càncer, Vicente Suárez de Deza, Sebastián Rodríguez de Villaviciosa, Antonio de Zamora i Francisco de Castro.

## El entremés
Un altre gènere teatral important, i de vegades poc valorat per la crítica, és l'entremés, en el qual es pot estudiar-se amb més precisió la societat espanyola durant el Segle d'Or. Es tracta d'una peça còmica en un acte, escrita en prosa o vers, que s'intercalava entre la primera i la segona jornada de les comèdies. Creat per Lope de Vega, te correspondència amb la farsa europea, i en ell van destacar autors com Luis Quiñones de Benavente i Miguel de Cervantes, entre d'altres.

## Llocs de representació

### Teatres públics: Els corrals de comèdies

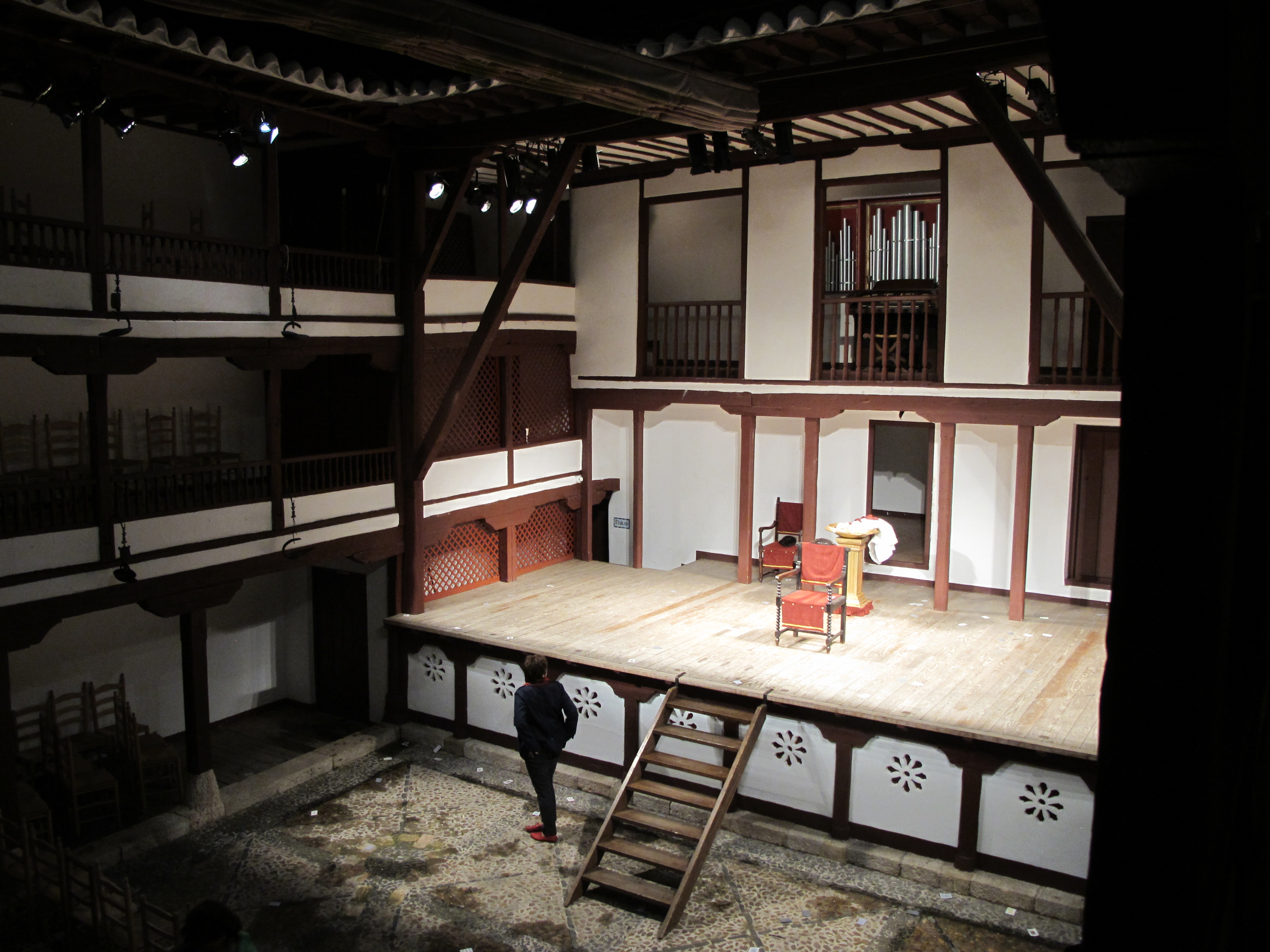
Corral de comèdies d'Almagro, Ciudad Real.

El corral de comèdies té el seu immediat precedent als patis de veïnatge de les grans ciutats. La disposició del seu espai físic respecta els corredors, galeries i finestres que donen a ell. No obstant això, a mesura que la comèdia va anar guanyant adeptes i convertint-se en un espectacle multitudinari, es van introduir algunes reformes com la construcció d'un tablado fix, amb graderies altes per a les dones (incomunicades de la resta del corral). Es deixava la part inferior -coneguda com a pati de cavallers- per als homes de les classes que no es poguessin permetre llotja i que veien la funció dempeus.

### Teatre de cort

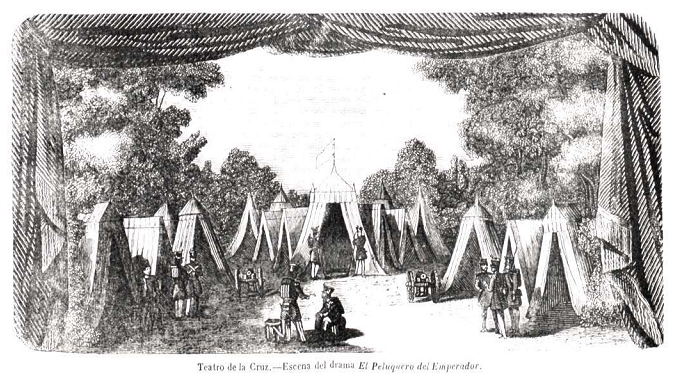
Teatre de la Creu

La puixança del teatre de cort se situa al segle xvii. A principis d'aquest segle la cort desenvolupa un model de teatre que integra alguns aspectes del corral i la influència decisiva del model italià. Importants llocs de representació van ser en els primers anys del segle els salons de l'Alcázar, les habitacions privades dels reis o els grans salons on se celebraven festes de variades manifestacions: banquets, teatre, música, mascaradas, etc., especialment l'anomenat Saló Daurat, lloc privilegiat per a les festes teatrals de palau.
Amb l'arribada dels primers enginyers i escenògrafs italians, s'afirma cada vegada més el camí cap al gran espectacle, i s'amplia la separació entre el teatre de cort i el teatre de corral. Es tracta d'una primera etapa de les representacions cortesanes, que desembocarà a les festes de gran espectacle calderonianas, les quals suposen la culminació del teatre barroc com a fusió de les arts (pintura, escultura, música, poesia). Finalment, des del punt de vista de les companyies, les actuacions a palau solien ser ben pagades i prestigioses, però exigien una precisió i treball d'assaig molt superior, per adaptar-se a la complicació de l'escenografia i maquinària.

## El procediment burocràtic previ a la representació
El que ara anomenem "autor" o "creador" d'una peça teatral era anomenat "ingenio" al Segle d'Or, L'empresari teatral era anomenat autor de comèdies, i d'ordinari era l'actor que assumia la gestió econòmica d'una companyia de teatre, amb la compra de manuscrits dels enginys, i de la distribució dels papers als actors i actrius. L'autor de comèdies donava nom a la companyia. Cada manuscrit recentment comprat era l'anomenat original abans de passar per la censura.
Abans que una obra fos representada, havia de sotmetre's a una doble censura oficial civil i eclesiàstica. Un personatge designat per l'ajuntament o el clergat era l'encarregat de llegir els manuscrits teatrals per certificar que podien ser representats tal com venien escrits. Així mateix, podia estipular canvis que caldria fer a l'original abans de donar-li l'anomenada llicència o permís. Aquesta autorització era concedida per oficials municipals i inscrita en el manuscrit amb la seva signatura i la data i lloc en què havia estat concedida. En general, el text passava després per altres modificacions, talls, afegiments i fins i tot refundicions per part dels apuntadors, els actors o els escriptors més o menys aficionats que hi hagués a la companyia. Els manuscrits es desfiguraven conseqüentment ja que els canvis no es fonamentaven per raons escèniques. Aquests manuscrits manipulats eren després venuts a impressors que els publicaven sense preocupar-se de corregir el text, fins que Lope de Vega va aconseguir amb un plet que els ingenios tinguessin dret a corregir les seves obres si aquestes eren impreses.

## Fases de l'espectacle teatral

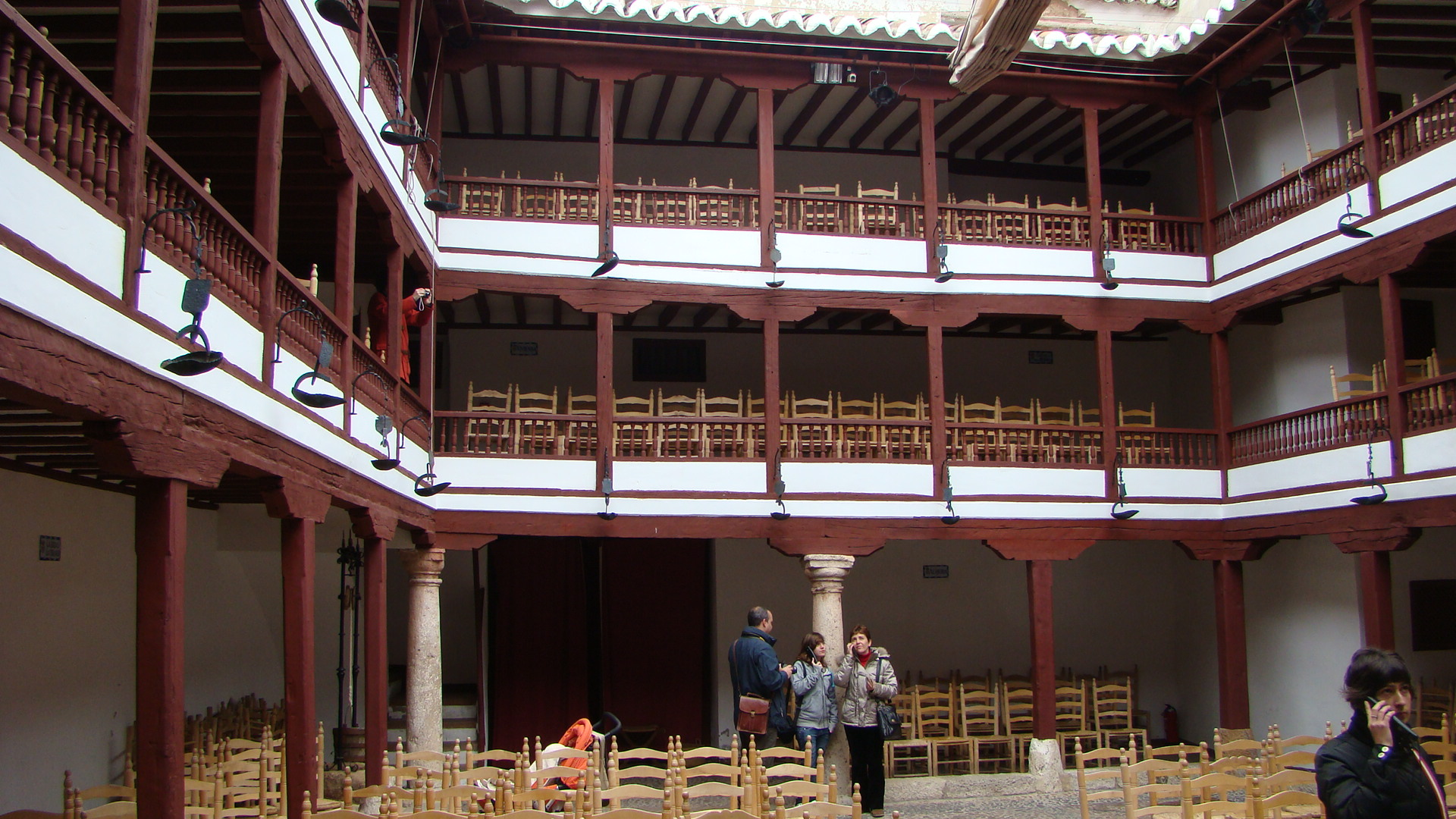
Pati del Corral de comèdies d'Almagro. Al fons, se situaven els "alojeros".

El programa d'una vetllada o sarao teatral en un corral o casa de comèdies es dividia en les tres jornades o actes d'una comèdia. Abans del primer venia una petita representació en vers anomenada lloa que elogiava el lloc i al seu públic per preparar bon ambient. Presentava a la companyia i permetia acomodar-se als que arribaven tard, separant homes i dones, prop de l'escenari, i als costats amb bancs per asseure's i estances llogades per a personatges nobles ocultes per una gelosia. Al final estaven, sense poder asseure's els que menys pagaven. També separats per sexes, els homes anomenats mosqueters i les dones en un lloc tan atapeït i calent que no estava a resguard del sol mes que per un tendal en les files de davant, i que l'anomenaven cassola. No obstant això, es podia vendre i comprar aloja com a refresc. Al capdamunt podia haver també una estança destinada als poetes i homes cultes anomenada tertúlia.
Abans de la segona jornada es representava un entremès còmic en prosa, vers o vers cantat que era molt important per a l'èxit de la vetllada. Una bona comèdia amb un mal entremès fracassava, i una mala comèdia amb un bon entremès podia sostenir-se en cartell més temps. En els entreactes de les comèdies s'amenitizava al públic amb peces breus com els entremeses, bailes, jácaras o mojigangas.